# 성 올라프 교회 (탈린)

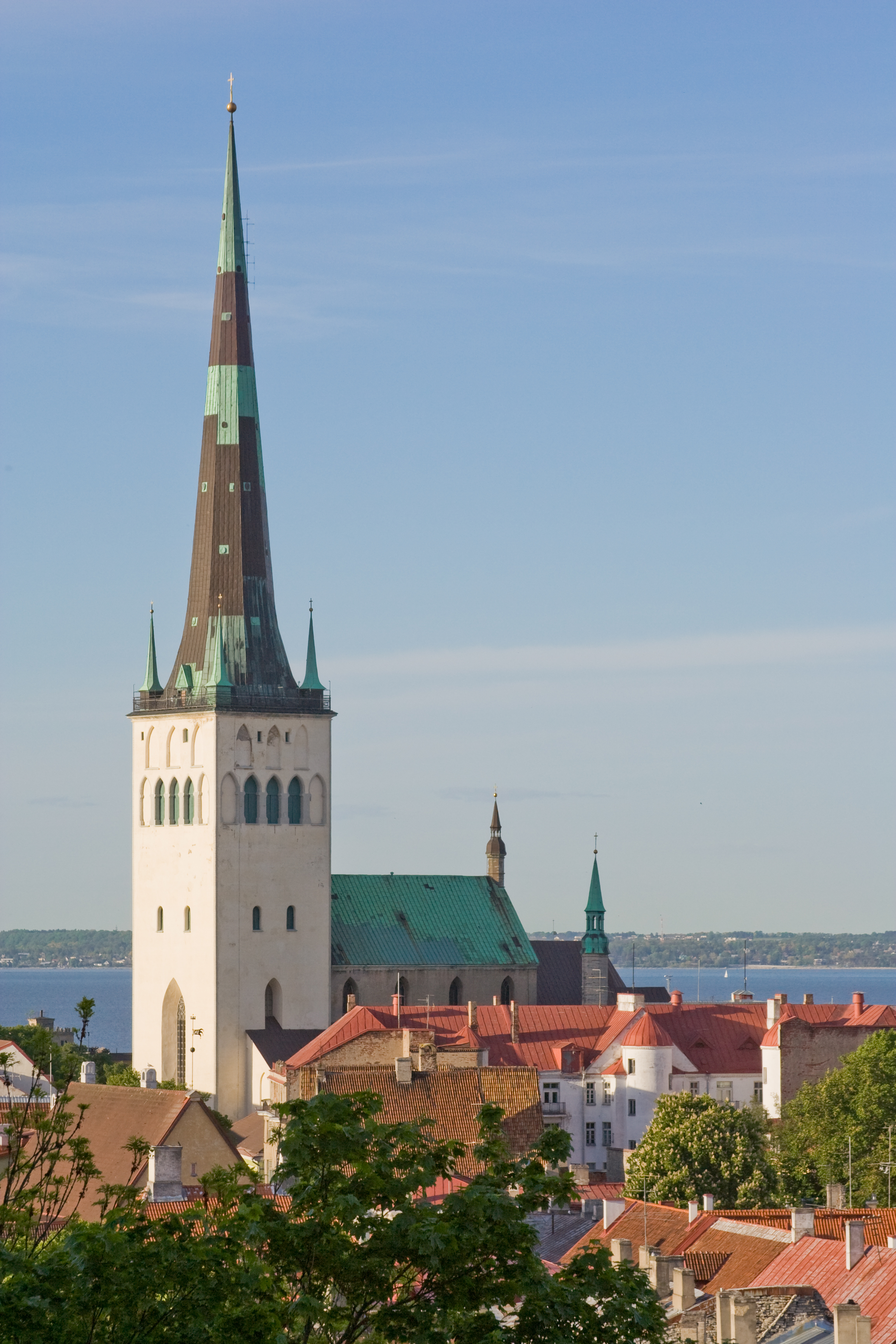
성 올라프 교회

성 올라프 교회(에스토니아어: Oleviste kirik)는 에스토니아 탈린에 있는 교회이다.